# ザカリアス・ゴンサレス・ベラスケス
ザカリアス・ゴンサレス・ベラスケス（Zacarías González Velázquez、1763年11月5日 – 1834年1月30日）はスペインの画家である。肖像画や宗教画を描いた。

## 略歴
マドリードで生まれた。祖父はアンダルシア出身の彫刻家、パブロ・ゴンサレス・ベラスケス(Pablo González Velázquez:1664-1727)で、父親のアントニオ・ゴンサレス・ベラスケスは画家で、王立サン・フェルナンド美術アカデミーの校長を務めた。父親の兄に画家のルイス・ゴンサレス・ベラスケス(Luis González Velázquez:1715–1763) と建築家のアレハンドロ・ゴンサレス・ベラスケス(Alejandro González Velázquez:1719–1772)がいる。
1777年から王立サン・フェルナンド美術アカデミーでマリアーノ・サルバドール・マエラに学んだ。1782年に卒業した後、マドリードのエル・パルド王宮の装飾画を依頼されるようになり、神話を題材に描いた。マドリードの王立タペストリ工房(Real Fábrica de Tapices de Santa Bárbara)でデザインの仕事もし、アンダルシアのハエンの大聖堂(Catedral de la Asunción de Jaén)などの教会の装飾画を描いた。
1793年に王立サン・フェルナンド美術アカデミーの助教授になり、1802年にカルロス4世の宮廷画家になった。ジョゼフ・ボナパルトがホセ1世としてスペイン王になった時代を経て、復位したフェルナンド7世によって1828年に王立サン・フェルナンド美術アカデミーの校長に任じられ、校長を1831年まで務めた。

## 作品

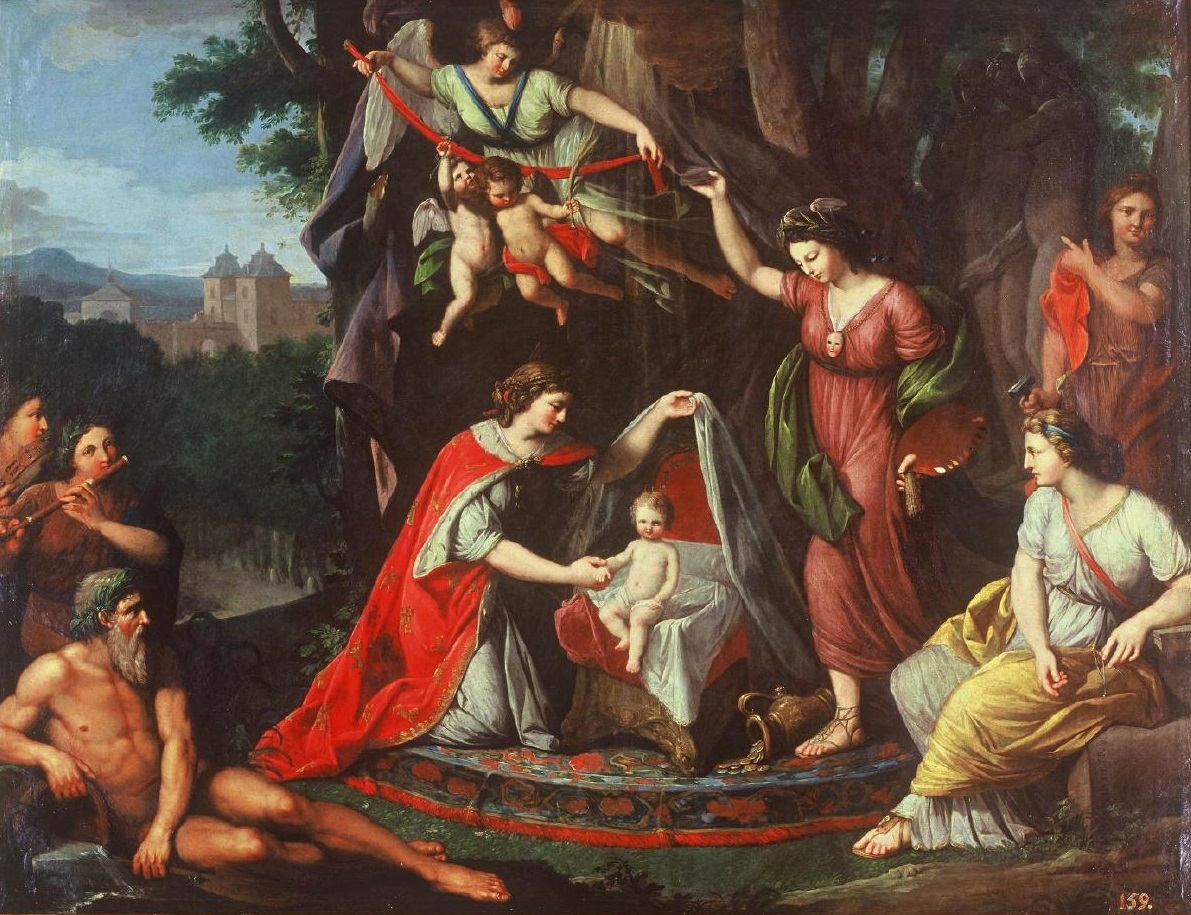
Carlos Domingo Eusebio de Borbón (1780-1783)の誕生の祝意画
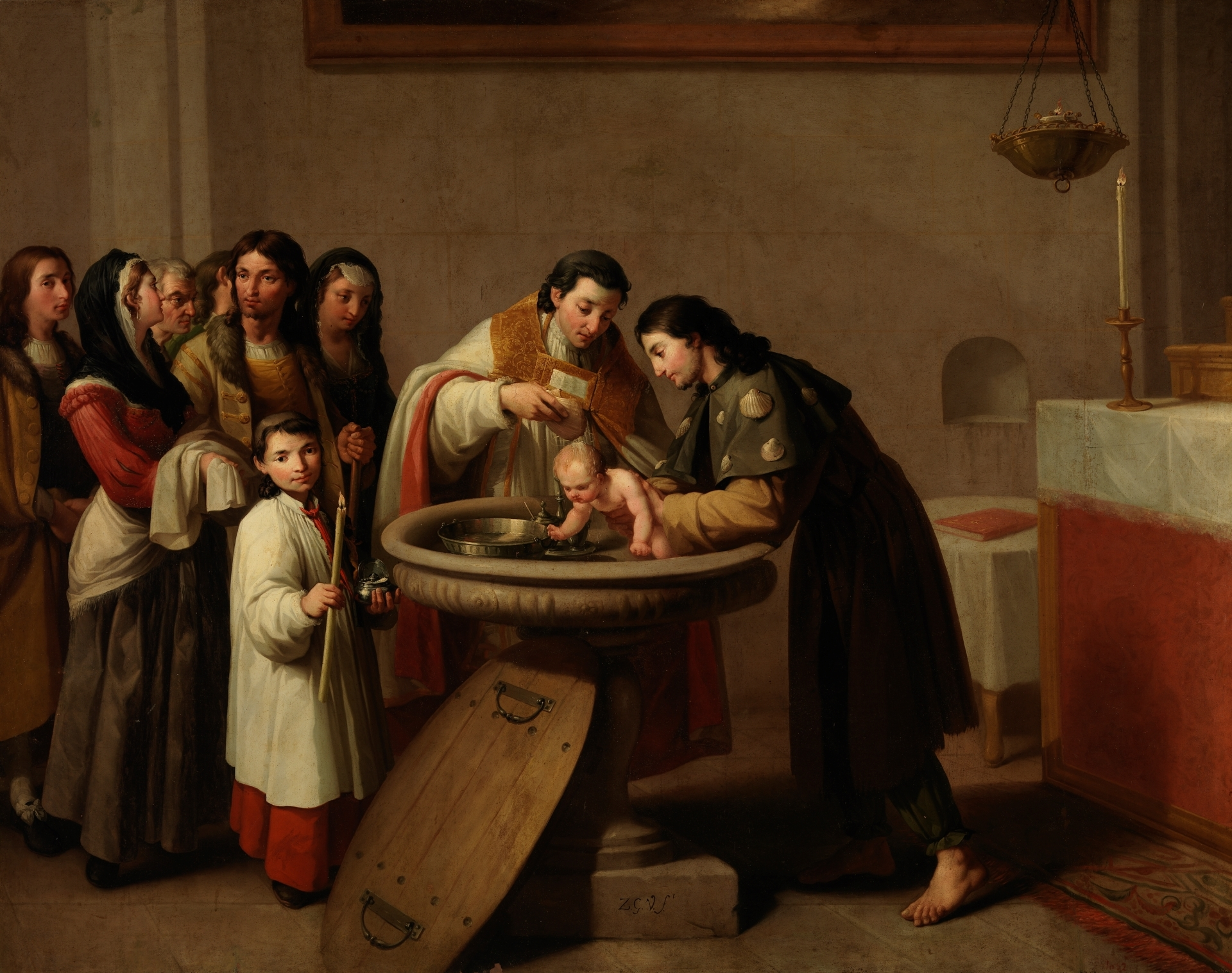
アッシジのフランチェスコの洗礼
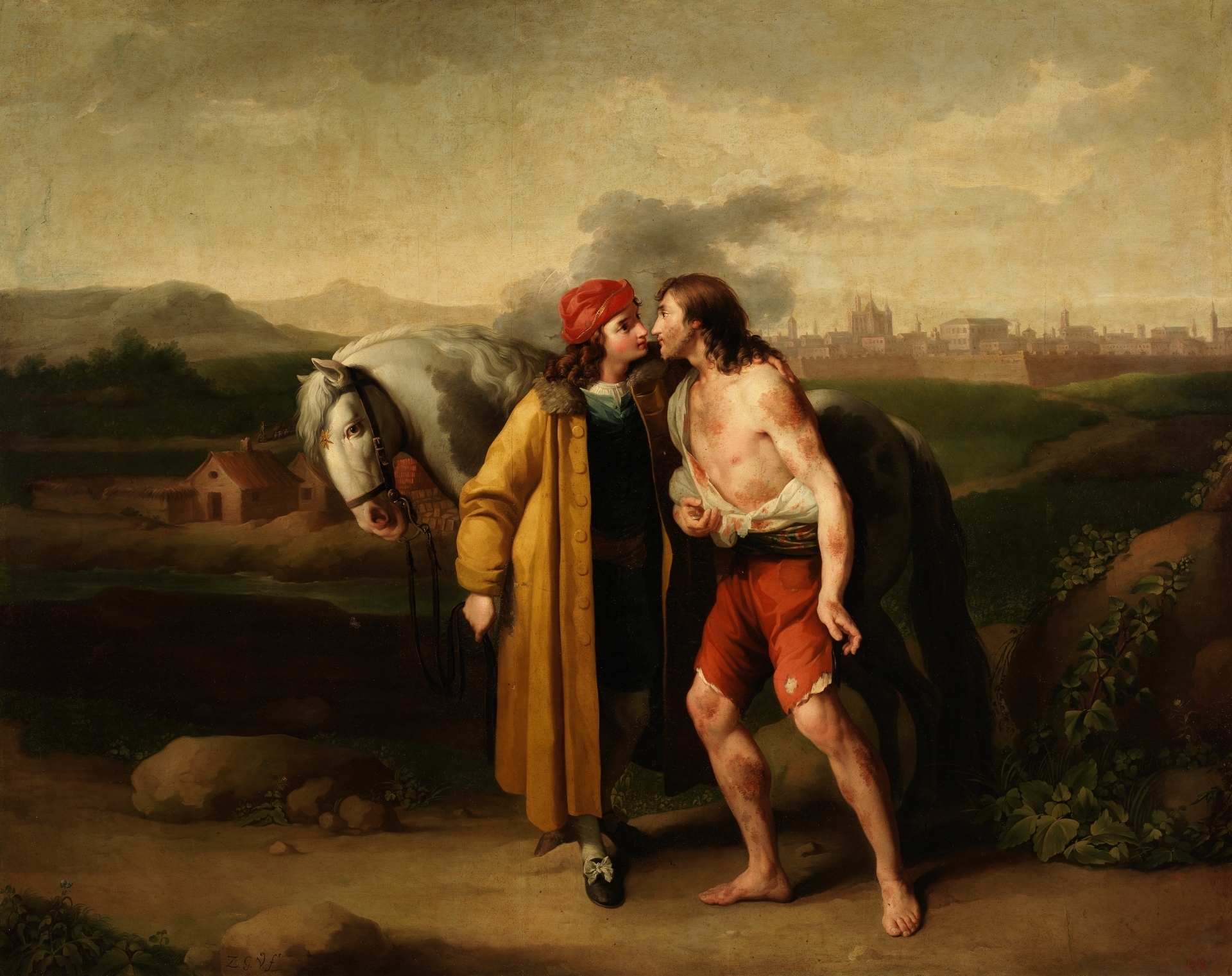
アッシジのフランチェスコ

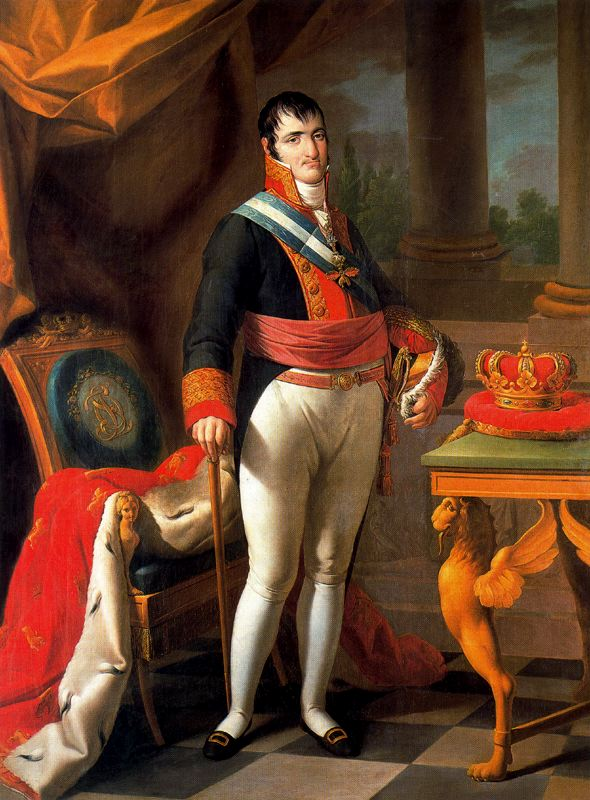
フェルナンド7世
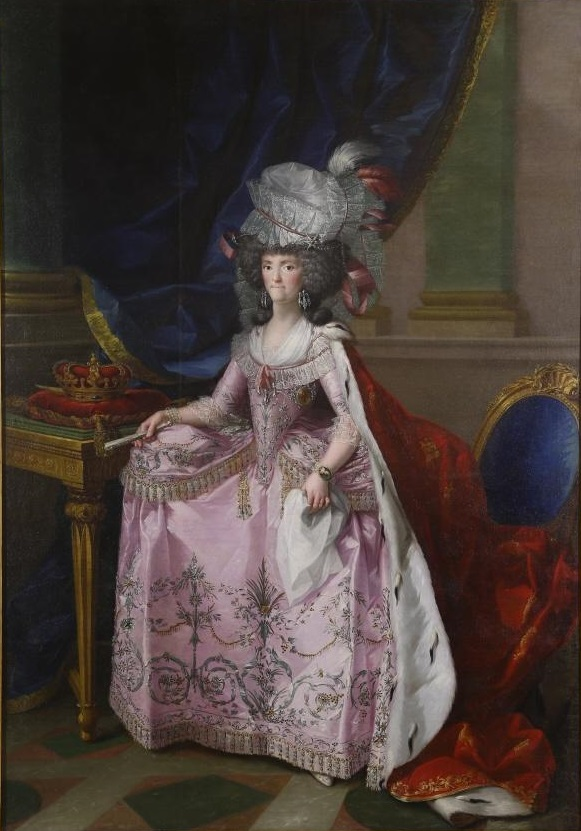
マリア・ルイサ・デ・パルマ
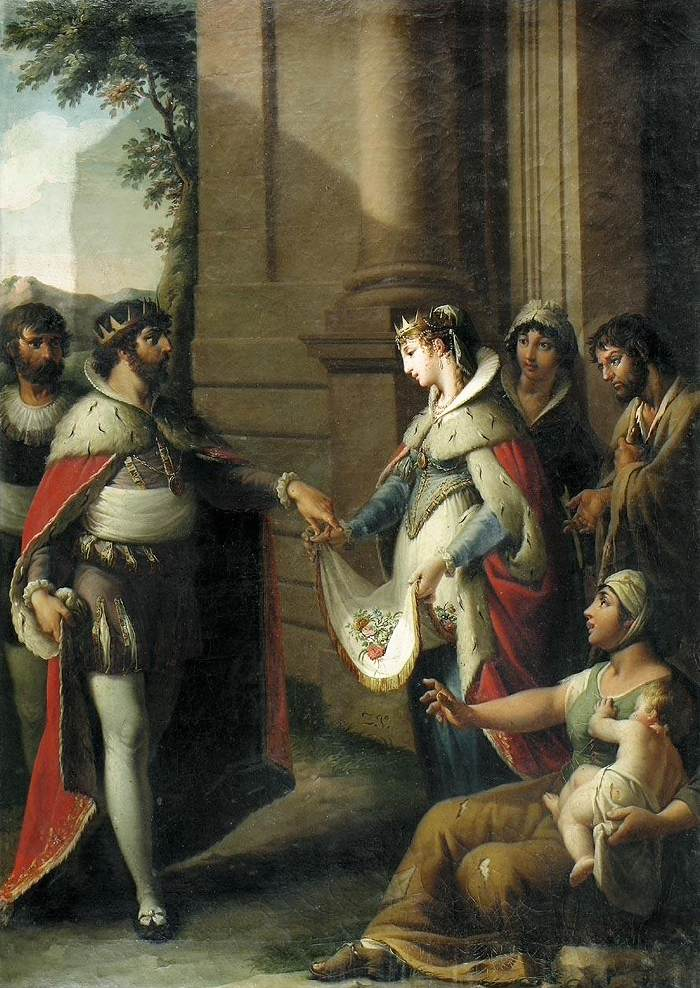
トレドの聖カシルダの奇跡
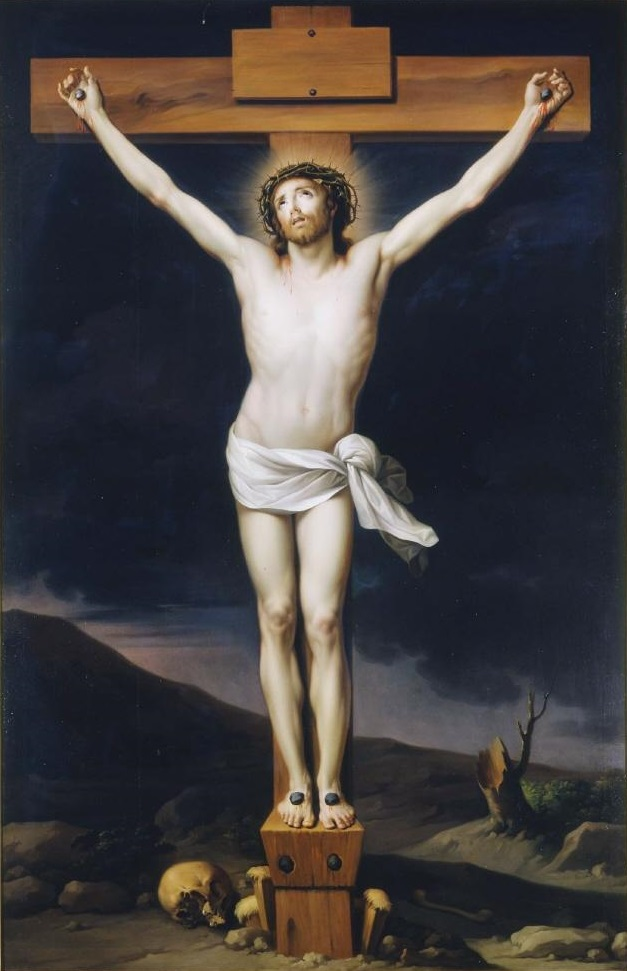
十字架のキリスト